# نهاسية
النَّهَّاس هو اسم شائع لطيور فصيلة النَّهَّاسيّة (أو الطرغونية) (الاسم العلمي: Trogon) من رتبة النهاسيات.